# Слатина (Јагодина)
Слатина је насељено место града Јагодине у Поморавском округу. Према попису из 2022. има 110 становника (према попису из 2011. било је 167 становника).
Овде се налазе Запис Николића липа (Слатина), Запис крушка код дома (Слатина), Запис Антонијевића липа (Слатина), Запис дуд у Горњој мали (Слатина) и Запис Словића храст (Слатина).

## Историја
До Другог српског устанка Слатина се налазила у саставу Османског царства. Након Другог српског устанка Слатина улази у састав Кнежевине Србије и административно је припадала Јагодинској нахији и Левачкој кнежини све до 1834. године када је Србија подељена на сердарства.

## Демографија
У насељу Слатина живи 196 пунолетних становника, а просечна старост становништва износи 50,2 година (48,9 код мушкараца и 51,4 код жена). У насељу има 84 домаћинства, а просечан број чланова по домаћинству је 2,71.
Ово насеље је великим делом насељено Србима (према попису из 2002. године), а у последња три пописа, примећен је пад у броју становника.
|  |

| Демографија | Демографија | Демографија |
| Година      | Становника  | Становника  |
| ----------- | ----------- | ----------- |
| 1948.       | 485         |             |
| 1953.       | 473         |             |
| 1961.       | 423         |             |
| 1971.       | 356         |             |
| 1981.       | 275         |             |
| 1991.       | 233         | 233         |
| 2002.       | 228         | 236         |
| 2011.       | 167         |             |
| 2022.       | 110         |             |

| Етнички састав према попису из 2002.‍ | Етнички састав према попису из 2002.‍ | Етнички састав према попису из 2002.‍ | Етнички састав према попису из 2002.‍ | Етнички састав према попису из 2002.‍ |
| ------------------------------------ | ------------------------------------ | ------------------------------------ | ------------------------------------ | ------------------------------------ |
|                                      |                                      |                                      |                                      |                                      |
| Срби                                 | Срби                                 |                                      | 227                                  | 99,56%                               |
| Црногорци                            | Црногорци                            |                                      | 1                                    | 0,43%                                |
| непознато                            | непознато                            |                                      | 0                                    | 0,0%                                 |

| Слатина у пописима Јагодинске нахије — од 1818. до 1829.                          |       |       |       |       |       |       |          |       |       |       |       |       |
| Година пописа                                                                     | 1818. | 1819. | 1820. | 1821. | 1822. | 1823. | 1824/25. | 1825. | 1826. | 1827. | 1828. | 1829. |
| Куће                                                                              | 8     | 8     | 8     | 9     | 9     | 8     | 8        | 8     | 8     | 9     | 9     | 10    |
| Пореске главе*                                                                    | -     | 9     | 9     | 9     | 9     | 11    | 12       | 11    | 11    | 12    | 11    | 11    |
| Арачке главе**                                                                    | 20    | 21    | 22    | 23    | 24    | 23    | 24       | 22    | 25    | 26    | 23    | 25    |
| *Пореске главе = Ожењени мушкарци \| ** Арачке главе = Мушкарци од 7 до 70 година |       |       |       |       |       |       |          |       |       |       |       |       |

| Година пописа     | 1948. | 1953. | 1961. | 1971. | 1981. | 1991. | 2002. |
| ----------------- | ----- | ----- | ----- | ----- | ----- | ----- | ----- |
| Број домаћинстава | 94    | 96    | 105   | 100   | 84    | 81    | 84    |

| Број чланова      | 1  | 2  | 3  | 4 | 5 | 6 | 7 | 8 | 9 | 10 и више | Просек |
| ----------------- | -- | -- | -- | - | - | - | - | - | - | --------- | ------ |
| Број домаћинстава | 27 | 24 | 11 | 8 | 3 | 6 | 3 | 2 | 0 | 0         | 2,71   |

| Пол    | Укупно | Неожењен/Неудата | Ожењен/Удата | Удовац/Удовица | Разведен/Разведена | Непознато |
| ------ | ------ | ---------------- | ------------ | -------------- | ------------------ | --------- |
| Мушки  | 91     | 14               | 73           | 3              | 0                  | 1         |
| Женски | 109    | 10               | 69           | 28             | 2                  | 0         |
| УКУПНО | 200    | 24               | 142          | 31             | 2                  | 1         |

| Пол    | Укупно                    | Пољопривреда, лов и шумарство | Рибарство                            | Вађење руде и камена | Прерађивачка индустрија       |
| ------ | ------------------------- | ----------------------------- | ------------------------------------ | -------------------- | ----------------------------- |
| Мушки  | 44                        | 26                            | 0                                    | 0                    | 8                             |
| Женски | 33                        | 28                            | 0                                    | 0                    | 3                             |
| УКУПНО | 77                        | 54                            | 0                                    | 0                    | 11                            |
| Пол    | Производња и снабдевање   | Грађевинарство                | Трговина                             | Хотели и ресторани   | Саобраћај, складиштење и везе |
| Мушки  | 0                         | 1                             | 2                                    | 0                    | 2                             |
| Женски | 0                         | 0                             | 0                                    | 0                    | 0                             |
| УКУПНО | 0                         | 1                             | 2                                    | 0                    | 2                             |
| Пол    | Финансијско посредовање   | Некретнине                    | Државна управа и одбрана             | Образовање           | Здравствени и социјални рад   |
| Мушки  | 0                         | 0                             | 3                                    | 1                    | 1                             |
| Женски | 0                         | 0                             | 0                                    | 1                    | 1                             |
| УКУПНО | 0                         | 0                             | 3                                    | 2                    | 2                             |
| Пол    | Остале услужне активности | Приватна домаћинства          | Екстериторијалне организације и тела | Непознато            | Непознато                     |
| Мушки  | 0                         | 0                             | 0                                    | 0                    | 0                             |
| Женски | 0                         | 0                             | 0                                    | 0                    | 0                             |
| УКУПНО | 0                         | 0                             | 0                                    | 0                    | 0                             |